# Сорано
Сора̀но (на италиански: Sorano) е малко градче и община в централна Италия, провинция Гросето, регион Тоскана. Разположено е на 379 m надморска височина. Населението на общината е 3542 души (към 2013 г.).